# 螯肢

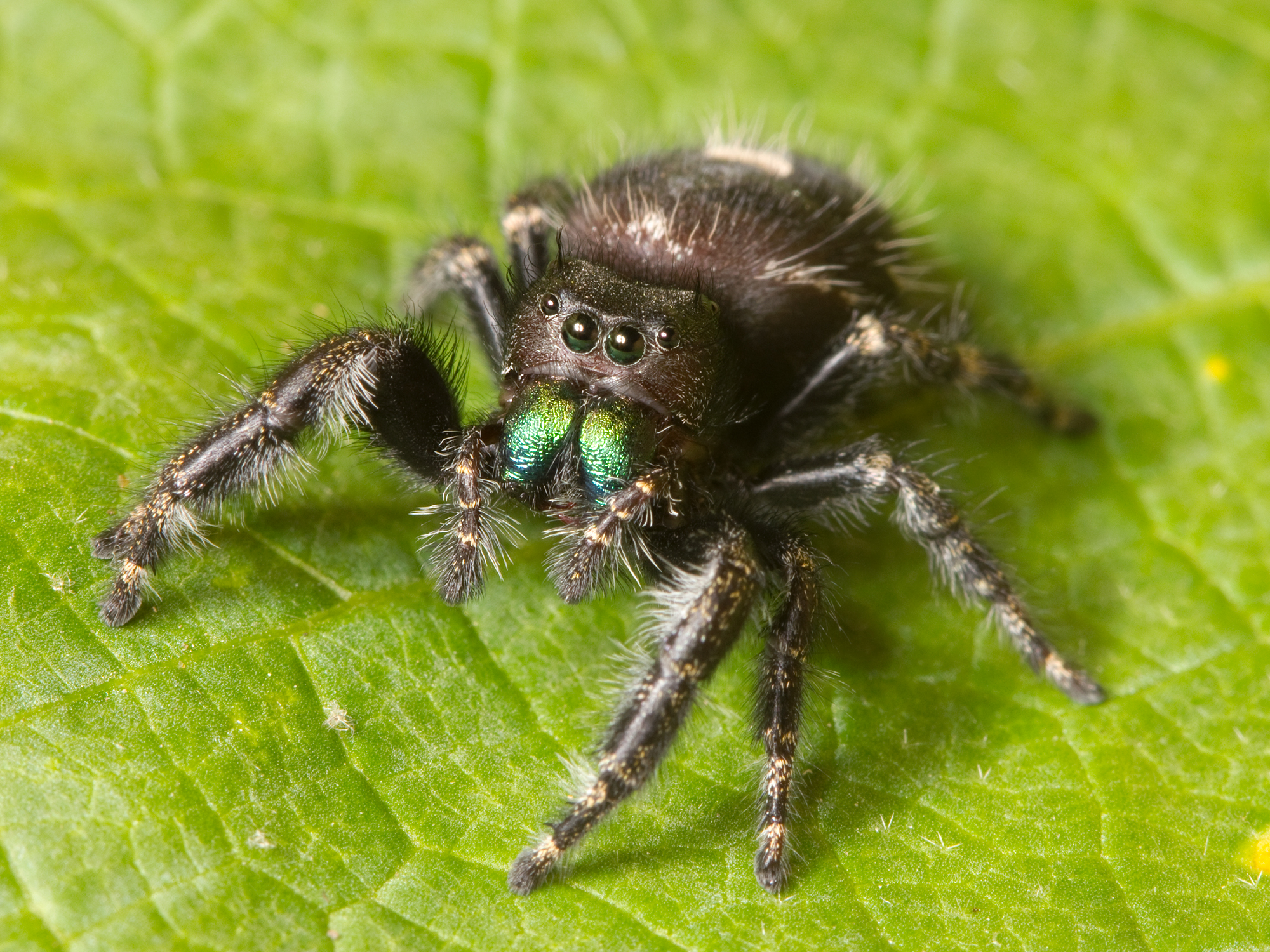
一隻蠅虎與其鮮綠色的螯肢

螯肢（英語：chelicerae，發音：/kəˈlɪsəriː/）又稱為鉗角、鋏角，為螯肢亞門（一類包含蛛形綱、鱟、海蜘蛛在內的節肢動物）位於口器前的附肢。部分螯肢亞門的生物像是蜘蛛，其螯肢為中空並連結至毒腺，可以將毒液注入至獵物體內。

## 型態

三種螯肢：(A) 摺刀式 (B) 剪刀式 (C) 三節式

常見的螯肢型態分為三種：摺刀式、剪刀式以及三節式。

### 摺刀式螯肢

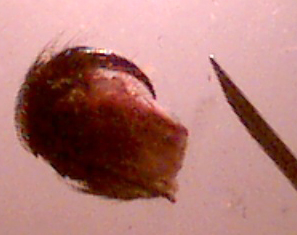
千里達老虎尾蜘蛛（英语：Psalmopoeus cambridgei）的螯肢
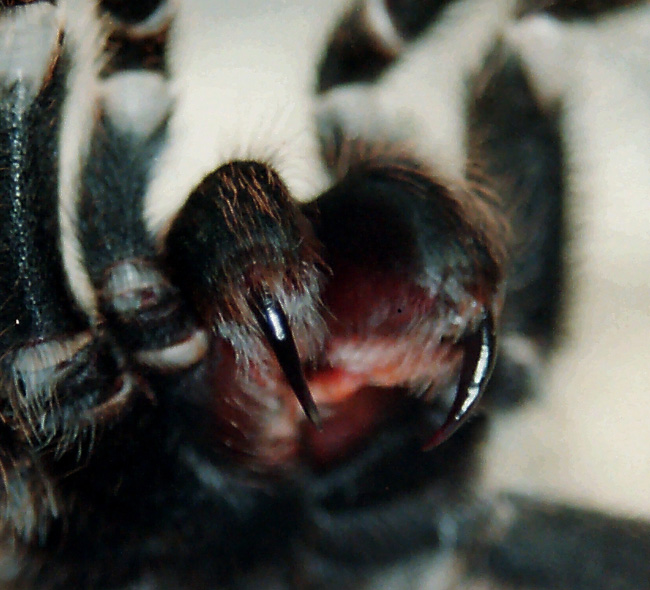
智利紅玫瑰蜘蛛的螯肢

摺刀式螯肢由兩節組成，於第二節有螯爪，不使用時螯爪可以收起。摺刀式螯爪僅見於四肺類節肢動物（包含鞭蠍、鞭蛛與蜘蛛在內的一群）。
摺刀式螯肢又細分為兩種形式：平行式以及相對式。中突蛛亞目、猛蛛亞目、鈍尾目、裂盾目與有鞭目具有平行式螯肢，其螯肢兩兩平行，朝向身體前側。新蛛亞目則具有相對式螯肢，其螯肢兩兩相對，螯爪朝向內。

### 剪刀式螯肢

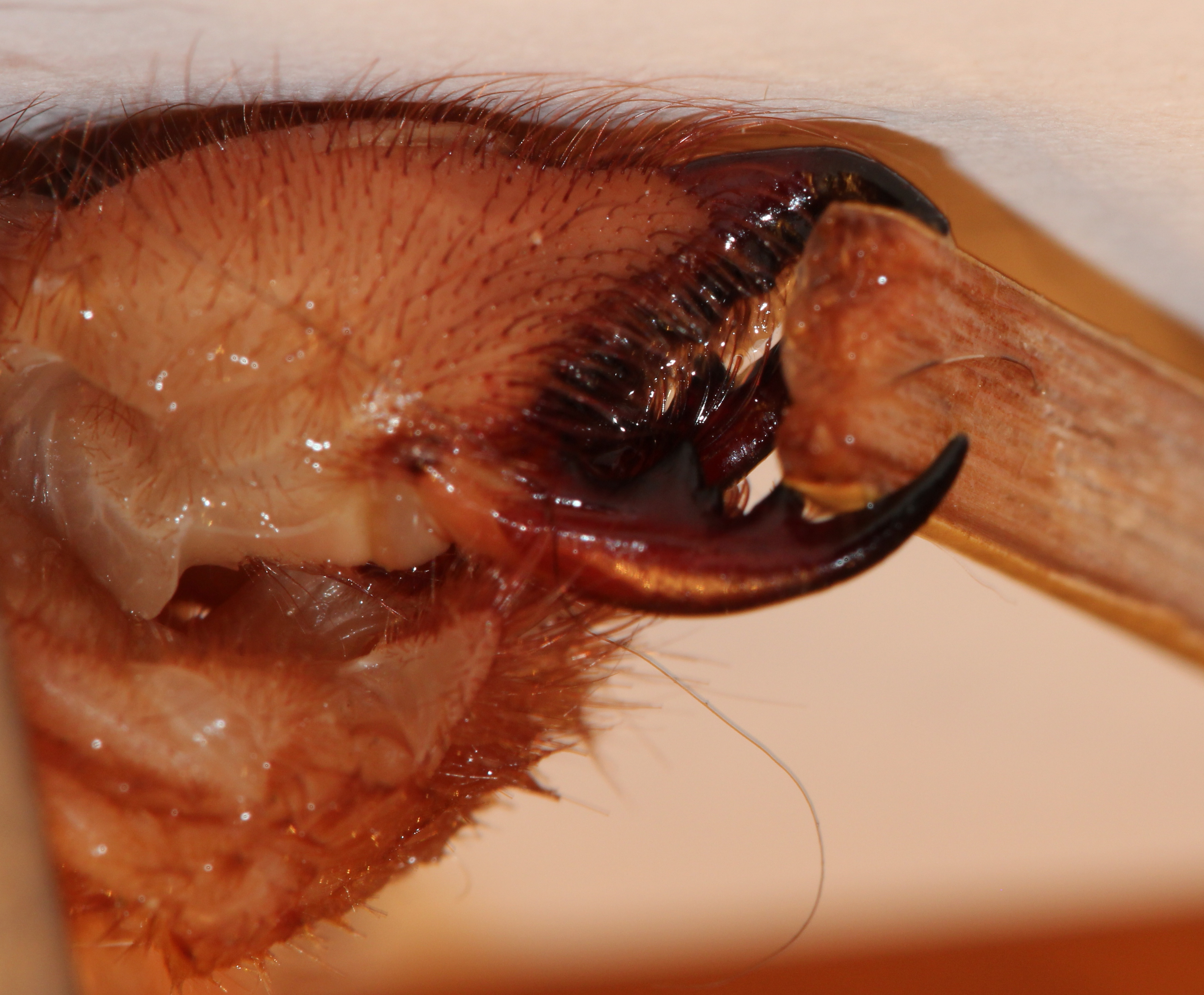
避日蛛的螯肢

剪刀式螯肢由兩節組成，其螯爪為鉗狀，可用於固定或切碎獵物。常見於擬蠍目與避日目。

### 三節式螯肢

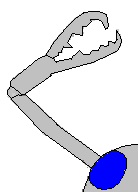
廣翅鱟的螯肢
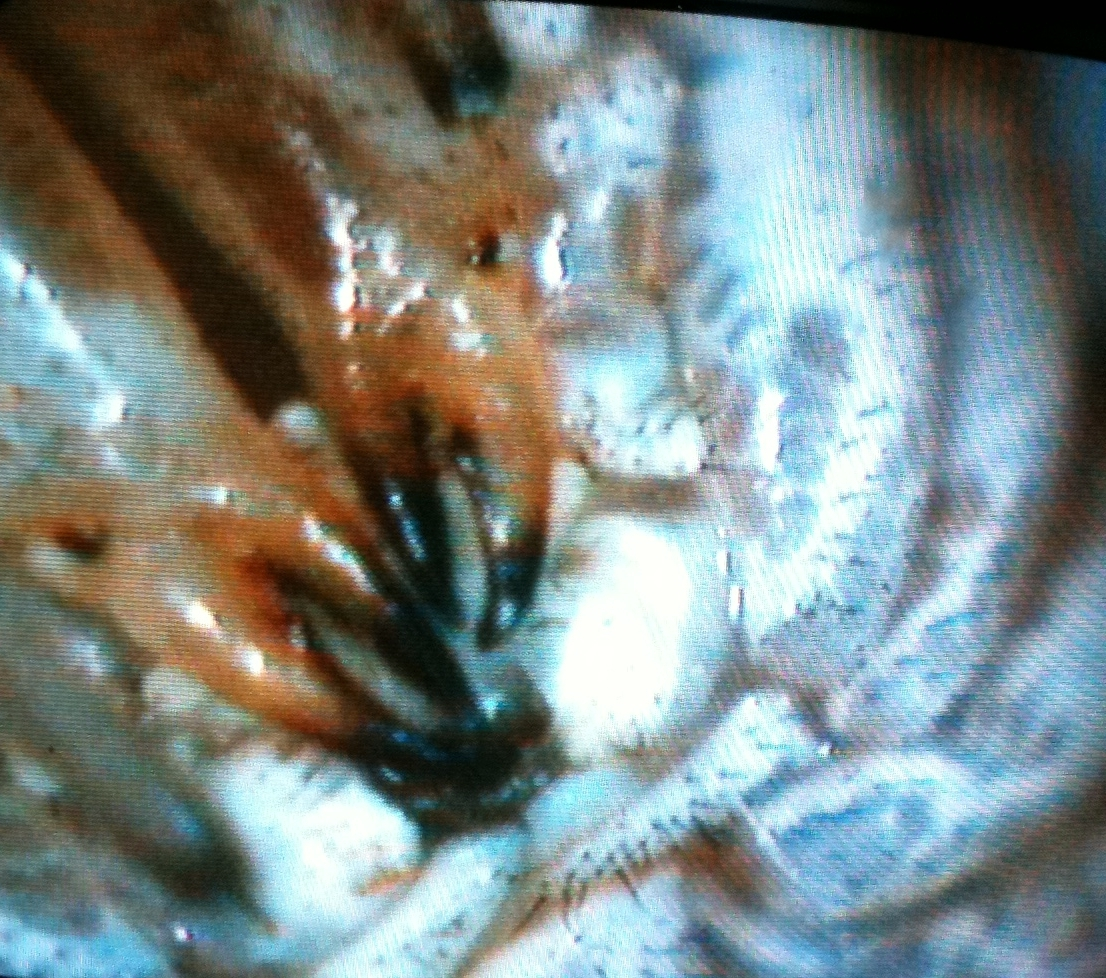
盲蛛目的螯肢

三節式螯肢屬於較原始的型態，由三節組成。常見於蠍子、盲蛛目、海蜘蛛、鱟以及已絕種的廣翅鱟。

## 外部連結
- 维基共享资源上的相關多媒體資源：螯肢